# Micro-Nikkor 55mm f2.8

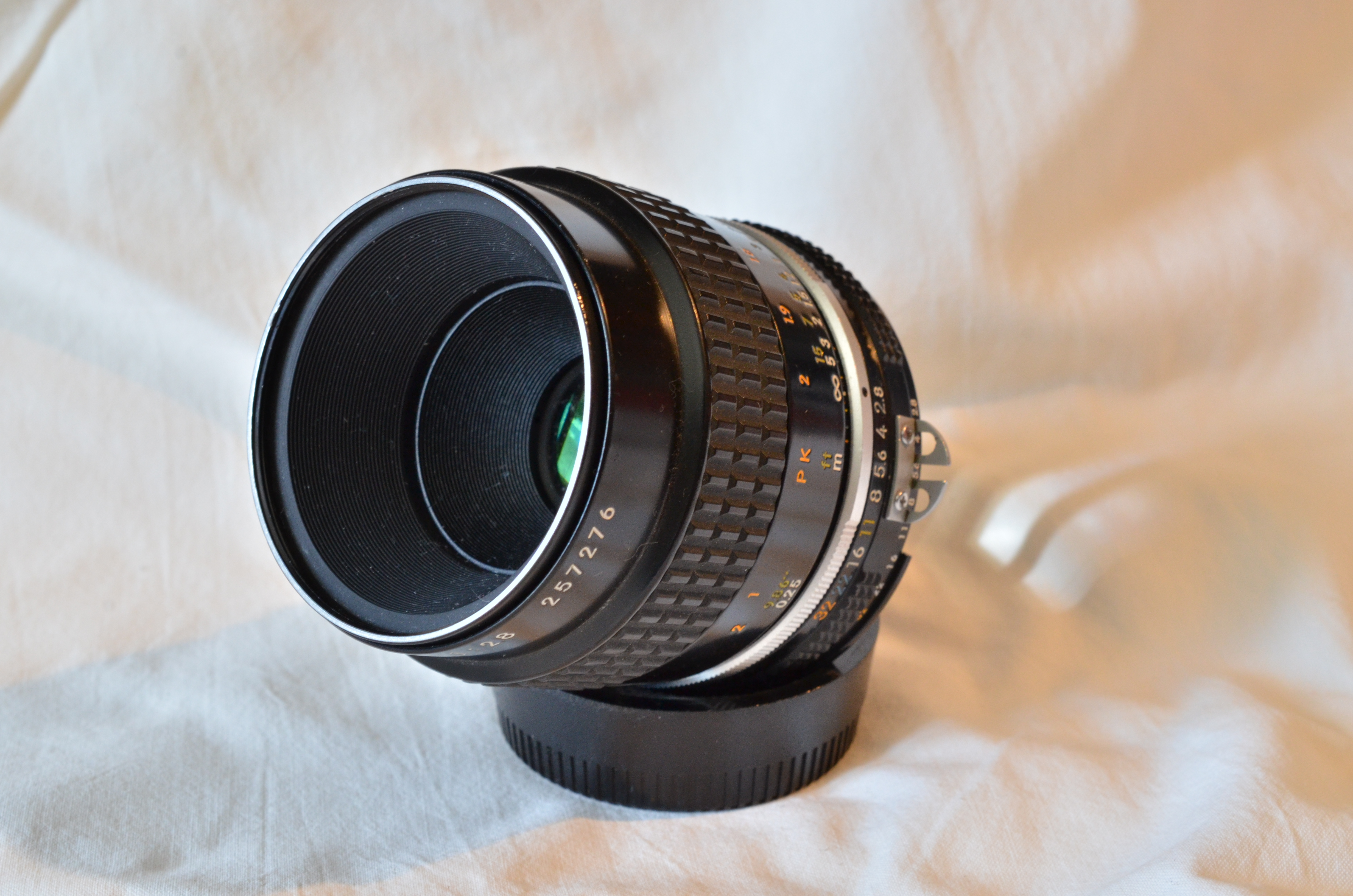
Micro-Nikkor 55mm f2.8

Das Micro-Nikkor 55mm f2.8 wird von Nikon bzw. Nikkor seit 1979 gebaut und verkauft.
Es zählt zu den Ai-S Objektiven mit F-Bajonett Anschluss und ist ein Makro-Objektiv.
Es ist eine Weiterentwicklung des 55mm f/3.5. Das Objektiv hat eine Naheinstellgrenze von 25 cm, was einen Abbildungsmaßstab von 1:2 ergibt. Mit einem Zwischenring kann man 1:1 erreichen.
Das Objektiv liefert eine hohe Bildqualität. Es vignettiert wenig, und seine Verzeichnung ist fast nicht messbar.
Das Vorgängermodell 55mm f/3.5 ist auf den Makro-Bereich optimiert. Nikon hat bei der Neuentwicklung für das 55/2.8 eine andere Technologie für die Fokussierung entwickelt. Es ist das erste Nikon Objektiv mit CRC ("Close Range Correction"). Dabei wird beim Fokussieren eine Linsengruppe innerhalb des Objektivs gegen die übrigen Linsen definiert axial verschoben. Dieser hohe mechanische Aufwand (Helikoid-Mechanik) hat sich dahingehend gelohnt, dass es über den ganzen Entfernungsbereich eine ausgezeichnete Leistung bringt.

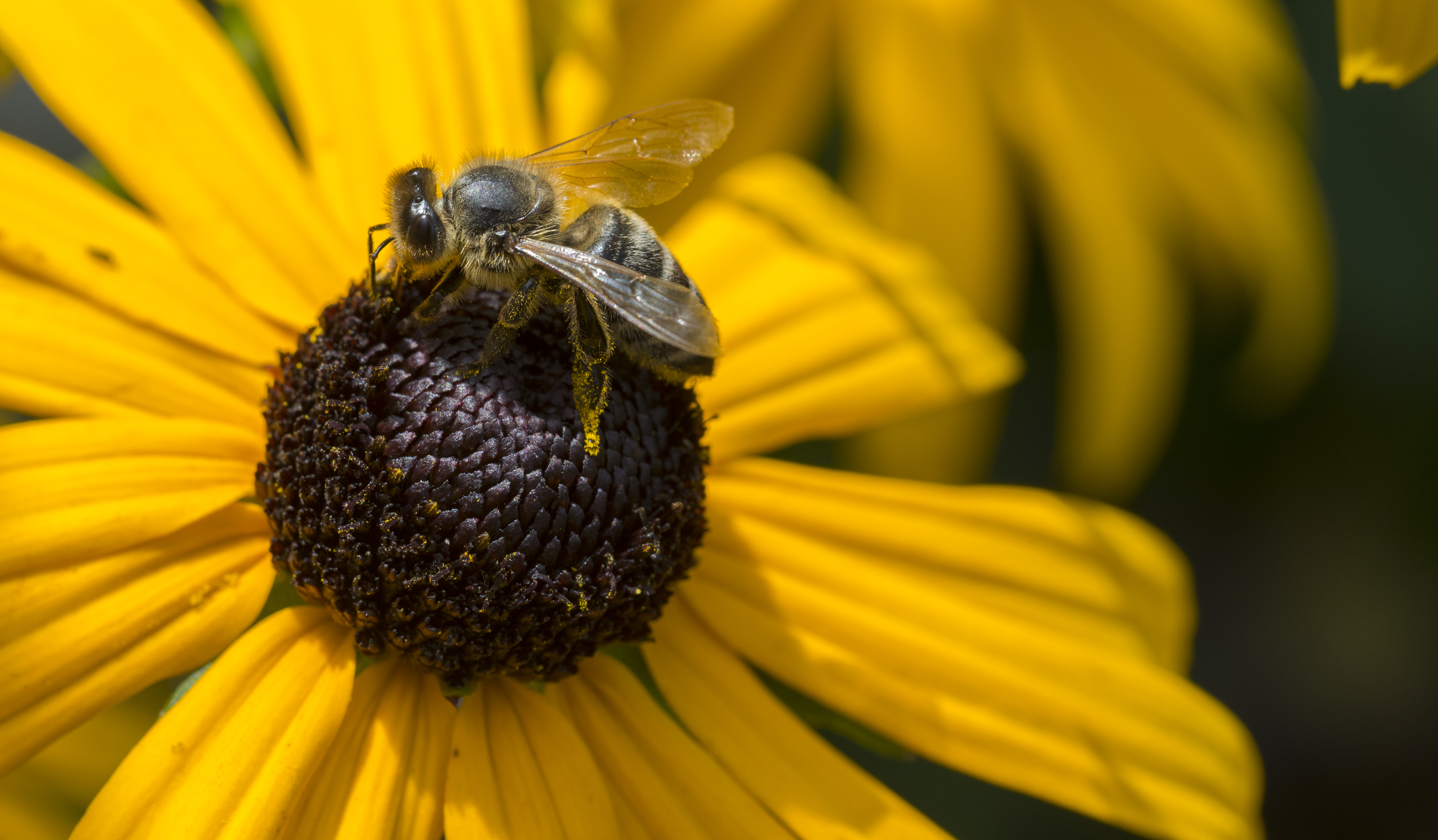
Biene auf Sonnenhut – Aufnahme mit Nikon D750 und einem Micro-Nikkor 55 f2.8 (ohne Zwischenring)